# Molophilus quadrispinosus
Molophilus quadrispinosus är en tvåvingeart som beskrevs av Alexander 1924. Molophilus quadrispinosus ingår i släktet Molophilus och familjen småharkrankar. Inga underarter finns listade i Catalogue of Life.